# Erich Langjahr
Erich Langjahr est un réalisateur et producteur suisse né en 1944 à Baar (Zoug). Depuis 1973 il tourne et produit des films documentaires en Suisse.

## Filmographie
- 1978 : La Bataille de Morgarten (Morgarten findet statt)
- 1986 : Ex voto
- 1990 : Des hommes dans le ring (Männer im Ring)
- 1996 : Ballade sur l'alpage (Sennen-Ballade)
- 1998 : Guerre des paysans (Bauernkrieg)
- 2002 : Transhumance vers le troisième millénaire (Hirtenreise ins dritte Jahrtausend)
- 2006 : Alpine Saga (Das Erbe der Bergler)
- 2012 : Ma première montagne (Mein ersten Berg)